# Армагедон (2000)
Армагедон (на английски: Armageddon) е второто годишно pay-per-view събитие от поредицата Армагедон, продуцирано от Световната федерация по кеч (WWF). Събитието се провежда на 10 декември 2000 г. в Бирмингам, Алабама.

## Резултати
| №                                         | Резултати | Правила                                                 | Време |
| ----------------------------------------- | --- | ------------------------------------------------------- | ----- |
| 1                                         | Радикалите (Дийн Маленко, Еди Гереро и Пери Сатърн) (с Тери Рънълс) побеждават Харди бойз (Джеф Харди и Мат Харди) и Лита                                  | Междуполов елиминационен отборен мач                    | 8:06  |
| 2                                         | Уилям Ригъл (ш) поб. Хардкор Холи | Индивидуален мач за Европейската титла на WWF           | 5:00  |
| 3                                         | Вал Винъс (с Айвъри) поб. Чайна | Индивидуален мач                                        | 5:03  |
| 4                                         | Крис Джерико поб. Кейн | Мач Последният оцелял                                   | 16:48 |
| 5                                         | Острието и Крисчън поб. Дъдли бойз (Бъба Рей Дъдли и Дивон Дъдли), К-Куик и Роуд Дог и Право на цензура (Бул Бучанън и Кръстника) (ш) (със Стивън Ричардс) | Мач Фатална четворка за Световните отборни титли на WWF | 9:43  |
| 6                                         | Крис Беноа поб. Били Гън (ш) чрез предаване | Индивидуален мач за Интерконтиненталната титла на WWF   | 10:02 |
| 7                                         | Айвъри (ш) поб. Моли Холи и Триш Стратъс | Мач Тройна заплаха за Титлата при жените на WWF         | 2:13  |
| 8                                         | Кърт Енгъл (ш) поб. Скалата, Ледения Стив Остин, Трите Хикса, Гробаря и Рикиши                                                                             | Мач в Адска клетка за Титлата на WWF                    | 32:07 |
| - (ш) – указва шампиона/шампионите в мача | |                                                         |       |